# Matt Derbyshire
Matthew Anthony Derbyshire, detto Matt Derbyshire (Blackburn, 14 aprile 1986), è un ex calciatore inglese, di ruolo attaccante.

## Carriera

### Club
Ha giocato nella prima e nella seconda divisione inglese, oltre che nella prima divisione greca e nella prima divisione cipriota (della quale è stato capocannoniere nelle stagioni 2016-2017 e 2017-2018).

### Nazionale
Tra il 2007 ed il 2009 ha totalizzato complessivamente 14 presenze e 4 reti con la maglia della nazionale inglese Under-21, con la quale nel 2007 ha anche partecipato ai campionati europei di categoria.

## Statistiche

### Presenze e reti nei club
Statistiche aggiornate al 30 aprile 2023.
| Stagione                 | Squadra                  | Campionato               | Campionato | Campionato | Coppe nazionali | Coppe nazionali | Coppe nazionali | Coppe continentali | Coppe continentali | Coppe continentali | Altre coppe | Altre coppe | Altre coppe | Totale | Totale |
| Stagione                 | Squadra                  | Comp                     | Pres       | Reti       | Comp            | Pres            | Reti            | Comp               | Pres               | Reti               | Comp        | Pres        | Reti        | Pres   | Reti   |
| ------------------------ | ------------------------ | ------------------------ | ---------- | ---------- | --------------- | --------------- | --------------- | ------------------ | ------------------ | ------------------ | ----------- | ----------- | ----------- | ------ | ------ |
| 2003-2004                | Blackburn                | PL                       | 0          | 0          | FACup+CdL       | 0               | 0               | -                  | -                  | -                  | -           | -           | -           | 0      | 0      |
| 2004-gen. 2005           | Blackburn                | PL                       | 1          | 0          | FACup+CdL       | 0               | 0               | -                  | -                  | -                  | -           | -           | -           | 1      | 0      |
| gen.-giu. 2005           | Plymouth                 | FLC                      | 12         | 0          | FACup+CdL       | 0+1             | 0               | -                  | -                  | -                  | -           | -           | -           | 13     | 0      |
| 2005-2006                | Wrexham                  | FL2                      | 16         | 10         | FACup+CdL       | -               | -               | -                  | -                  | -                  | FLT         | -           | -           | 16     | 10     |
| 2006-2007                | Blackburn                | PL                       | 22         | 5          | FACup+CdL       | 6+0             | 4               | CU                 | 2                  | 0                  | -           | -           | -           | 30     | 9      |
| 2007-2008                | Blackburn                | PL                       | 23         | 3          | FACup+CdL       | 1+3             | 0+1             | Int+CU             | 2+4                | 1+1                | -           | -           | -           | 33     | 6      |
| 2008-gen. 2009           | Blackburn                | PL                       | 17         | 2          | FACup+CdL       | 1+4             | 0+3             | -                  | -                  | -                  | -           | -           | -           | 22     | 5      |
| Totale Blackburn         | Totale Blackburn         | Totale Blackburn         | 63         | 10         |                 | 15              | 8               |                    | 8                  | 2                  |             | -           | -           | 86     | 20     |
| gen.-giu. 2009           | Olympiacos               | SL                       | 7          | 5          | CG              | 4               | 3               | CU                 | 2                  | 0                  | -           | -           | -           | 13     | 8      |
| 2009-2010                | Olympiacos               | SL                       | 14+5       | 6          | CG              | 0               | 0               | UCL                | 4                  | 1                  | -           | -           | -           | 23     | 7      |
| Totale Olympiakos        | Totale Olympiakos        | Totale Olympiakos        | 26         | 11         |                 | 4               | 3               |                    | 6                  | 1                  |             | -           | -           | 36     | 15     |
| 2010-2011                | Birmingham City          | PL                       | 13         | 0          | FACup+CdL       | 2+5             | 2+1             | -                  | -                  | -                  | -           | -           | -           | 20     | 3      |
| 2011-2012                | Nottingham Forest        | FLC                      | 15         | 1          | FACup+CdL       | 0+1             | 1               | -                  | -                  | -                  | -           | -           | -           | 16     | 2      |
| 2012-gen. 2013           | Oldham                   | FL1                      | 18         | 4          | FACup+CdL       | 2+0             | 2               | -                  | -                  | -                  | FLT         | 0           | 0           | 20     | 6      |
| gen.-giu. 2013           | Blackpool                | FLC                      | 12         | 0          | FACup+CdL       | -               | -               | -                  | -                  | -                  | -           | -           | -           | 12     | 0      |
| 2013-2014                | Nottingham Forest        | FLC                      | 29         | 7          | FACup+CdL       | 3+3             | 0+3             | -                  | -                  | -                  | -           | -           | -           | 35     | 10     |
| Totale Nottingham Forest | Totale Nottingham Forest | Totale Nottingham Forest | 44         | 8          |                 | 7               | 4               |                    | -                  | -                  |             | -           | -           | 51     | 12     |
| 2014-2015                | Rotherham Utd            | FLC                      | 34         | 9          | FACup+CdL       | 1+1             | 0+1             | -                  | -                  | -                  | -           | -           | -           | 36     | 10     |
| 2015-2016                | Rotherham Utd            | FLC                      | 35         | 8          | FACup+CdL       | 1+2             | 0               | -                  | -                  | -                  | -           | -           | -           | 38     | 8      |
| Totale Rotherham Utd     | Totale Rotherham Utd     | Totale Rotherham Utd     | 69         | 17         |                 | 5               | 1               |                    | -                  | -                  |             | -           | -           | 74     | 18     |
| 2016-2017                | Omonia                   | AK                       | 24+9       | 20+4       | CC              | 4               | 1               | UEL                | 4                  | 2                  | -           | -           | -           | 41     | 27     |
| 2017-2018                | Omonia                   | AK                       | 23+10      | 18+5       | CC              | 2               | 2               | -                  | -                  | -                  | -           | -           | -           | 35     | 25     |
| 2018-2019                | Omonia                   | AK                       | 16         | 1          | CC              | 2               | 0               | -                  | -                  | -                  | -           | -           | -           | 18     | 1      |
| Totale Omonia            | Totale Omonia            | Totale Omonia            | 82         | 48         |                 | 8               | 3               |                    | 4                  | 2                  |             | -           | -           | 94     | 53     |
| 2022-gen.2023            | NorthEast United         | ISL                      | 8          | 1          | SC              | -               | -               | -                  | -                  | -                  | DC          | -           | -           | 8      | 1      |
| gen.-giu. 2023           | Bradford City            | FL2                      | 7          | 1          | FACup+CdL       | -               | -               | -                  | -                  | -                  | FLT         | -           | -           | 7      | 1      |
| Totale carriera          | Totale carriera          | Totale carriera          | 370        | 110        |                 | 49              | 24              |                    | 18                 | 5                  |             | 0           | 0           | 437    | 139    |

## Palmarès

### Club
- Campionato greco: 1

Olympiakos: 2008-2009
- Coppa di Grecia: 1

Olympiakos: 2008-2009
- Coppa di Lega inglese: 1

Birmingham City: 2010-2011

### Individuale
- Capocannoniere del campionato cipriota: 2

2016-2017 (24 reti), 2017-2018 (23 reti)